# Sottopasso

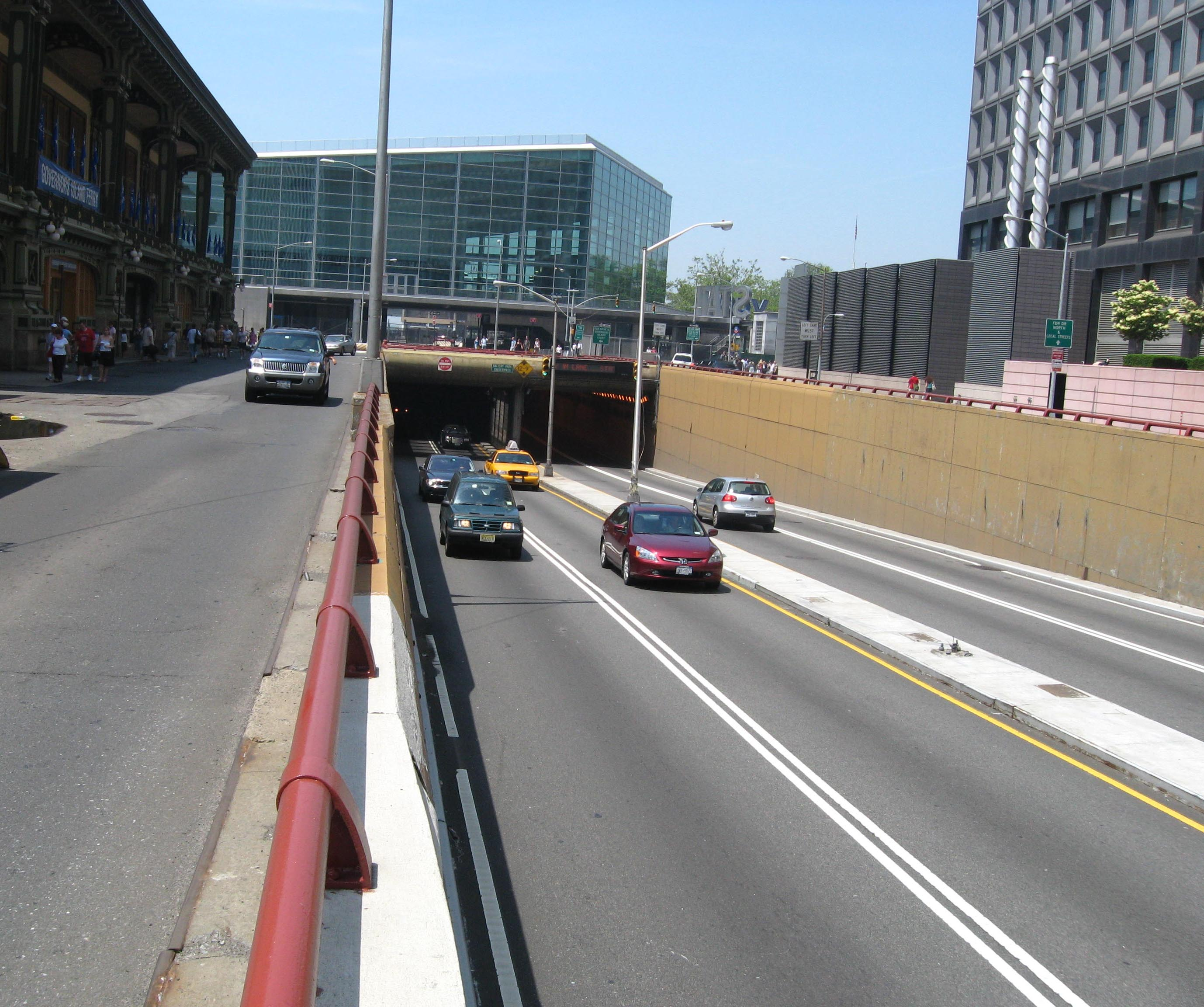
Un sottopasso stradale urbano vicino al Battery Park di Manhattan a New York

Un sottopassaggio, chiamato anche sottopasso, è una tipologia di tunnel che permette di attraversare un'altra opera ingegneristica, come una strada, oppure un altro ostacolo, come i binari ferroviari, passandovi al disotto di essa. Il sottopassaggio presenta un dislivello fra il punto di entrata del tunnel, il percorso necessario ad attraversare l'ostacolo e il punto di uscita dello stesso. 
I sottopassi possono essere pedonali, ciclo-pedonali, stradali, ferroviari e tranviari.

## Tipi di sottopasso
Il sottopasso si differenzia in quattro tipi:

### Sottopasso stradale
Il sottopasso stradale è riservato esclusivamente al transito di tutti gli autoveicoli ed è interdetto ai pedoni per motivi di sicurezza, fatta eccezione per quelli dotati di marciapiede in entrambi i lati. A seconda delle misure di larghezza e altezza può essere interdetto il transito ai mezzi pesanti come i camion e gli autobus cittadini. Viene chiamato sottopasso stradale urbano quello situato dentro i centri abitati, extraurbano quello situato fuori dai centri abitati.

### Sottopasso pedonale
Il sottopasso pedonale è riservato esclusivamente al transito pedonale; può essere consentito introdurre biciclette, ma solo se condotte a mano.
Sono sottopassi pedonali ad esempio quelli delle fermate della metropolitana, quelli che collegano le banchine delle stazioni ferroviarie, oppure quelli realizzati per spostarsi nel lato opposto di una strada in sicurezza senza correre il rischio di essere investiti dalle macchine.

### Sottopasso ciclo-pedonale
Nel sottopasso ciclo-pedonale, anch'esso interdetto agli autoveicoli, sono ammesse anche le biciclette oltre ai pedoni. È vietato il transito alle moto.

### Sottopasso ferroviario e tranviario
Il sottopasso ferroviario e/o tranviario è riservato esclusivamente al transito dei mezzi su rotaia come i treni, i tram e le metropolitane.

## Allagamento del sottopasso
Il sottopasso, in particolare quello con il tunnel, in giornate di maltempo è spesso soggetto ad allagamenti e in certi casi l'acqua può essere molto alta, tanto da renderlo impraticabile a veicoli o pedoni, e a costituire un pericolo per chi lo attraversa. Per questo motivo, in caso di maltempo estremo, il traffico del sottopasso viene interdetto temporaneamente.

## Galleria d'immagini

### Sottopassi stradali urbani

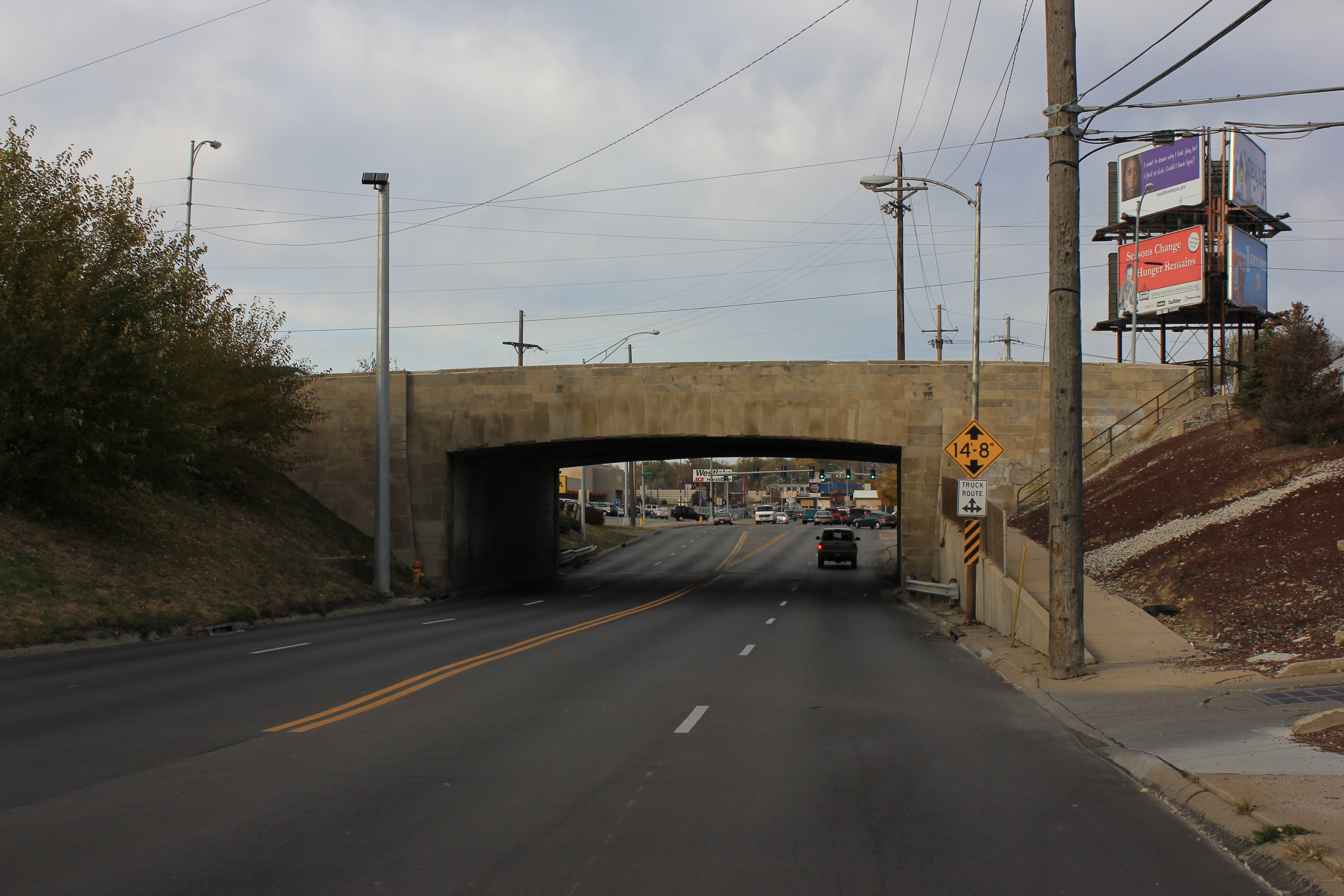
Sottopasso stradale urbano ad Omaha, in Nebraska (USA)
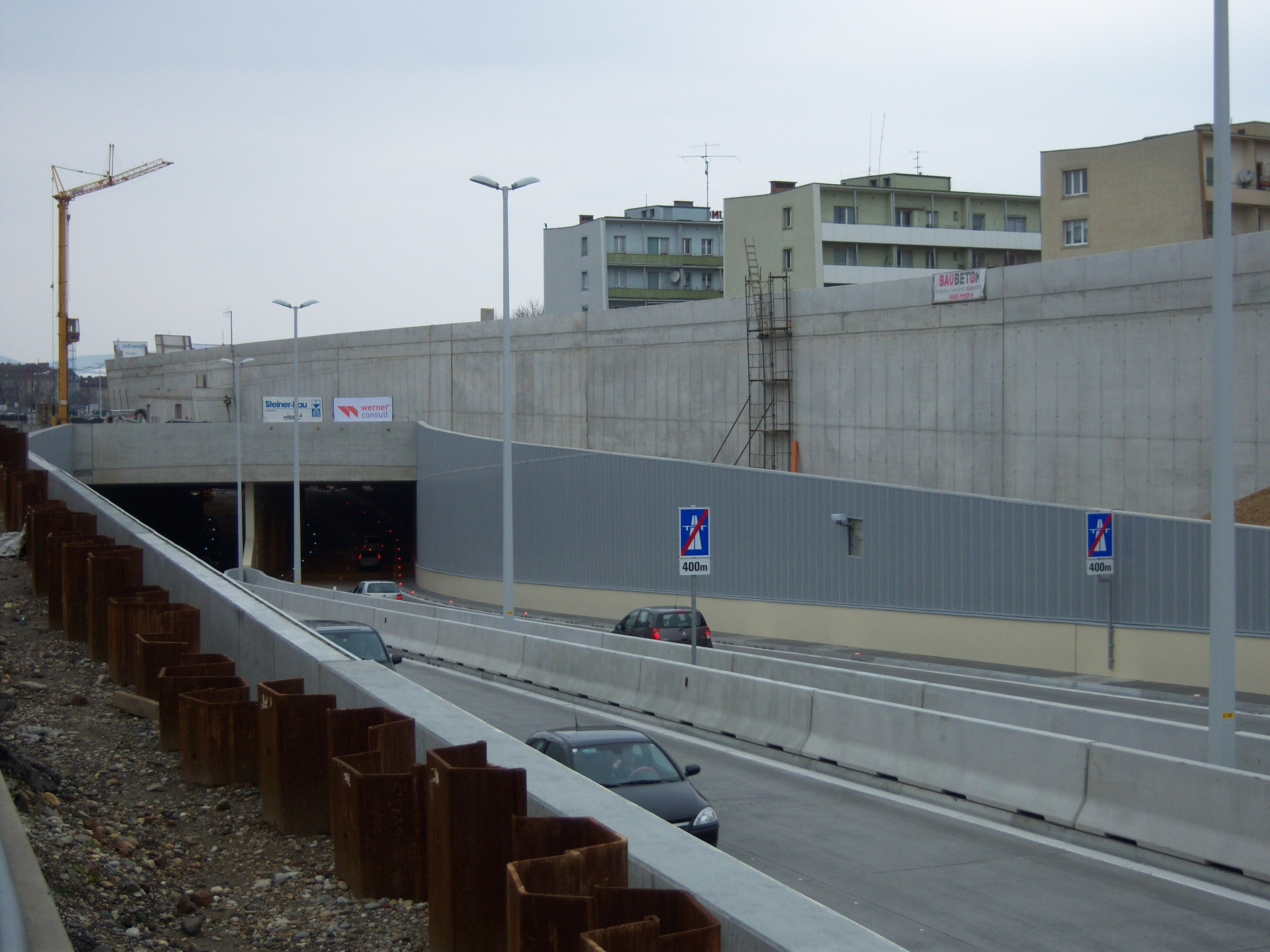
Sottopasso stradale urbano a Vienna
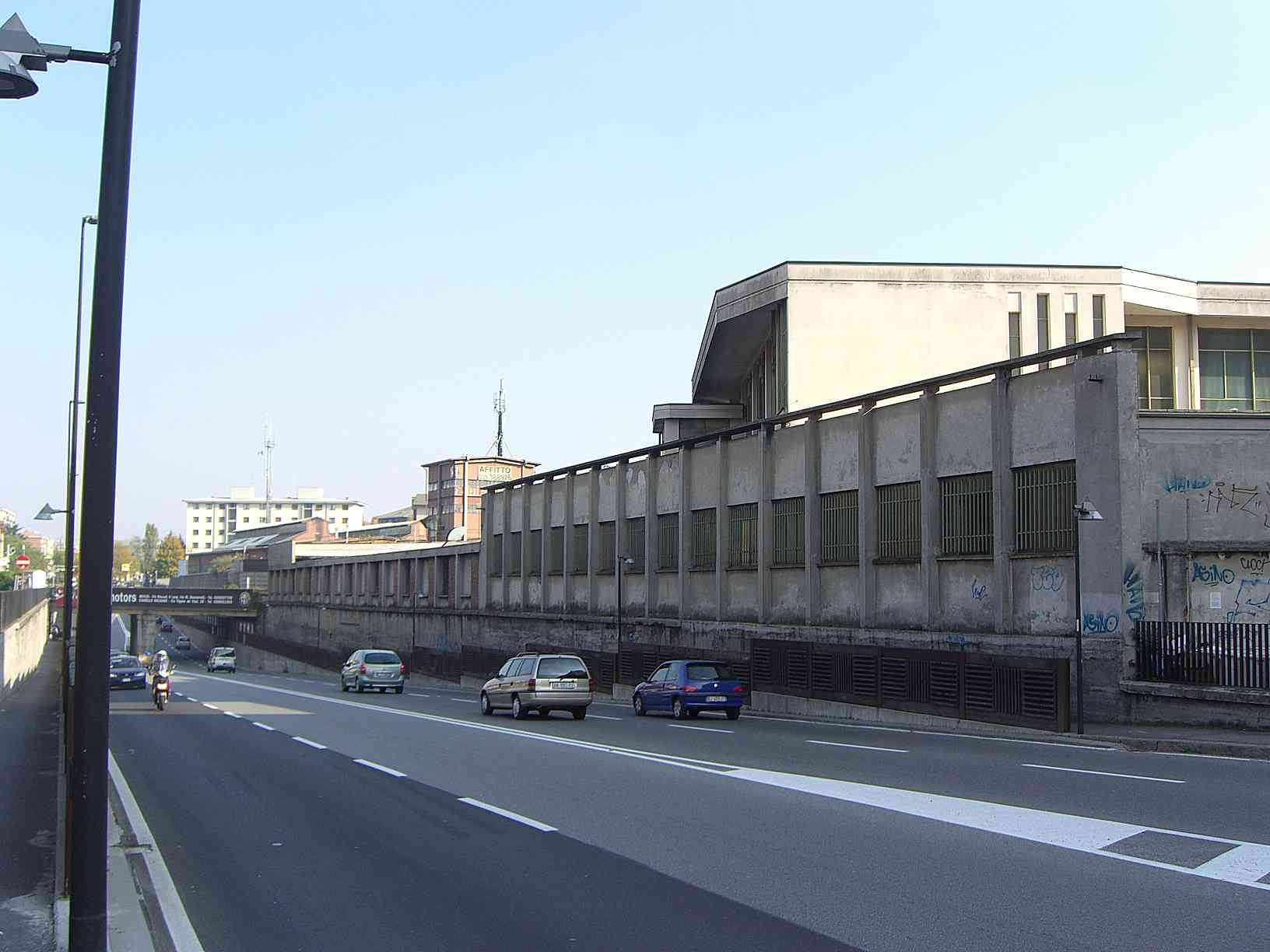
Sottopasso stradale urbano a Monza

### Sottopassi stradali extraurbani

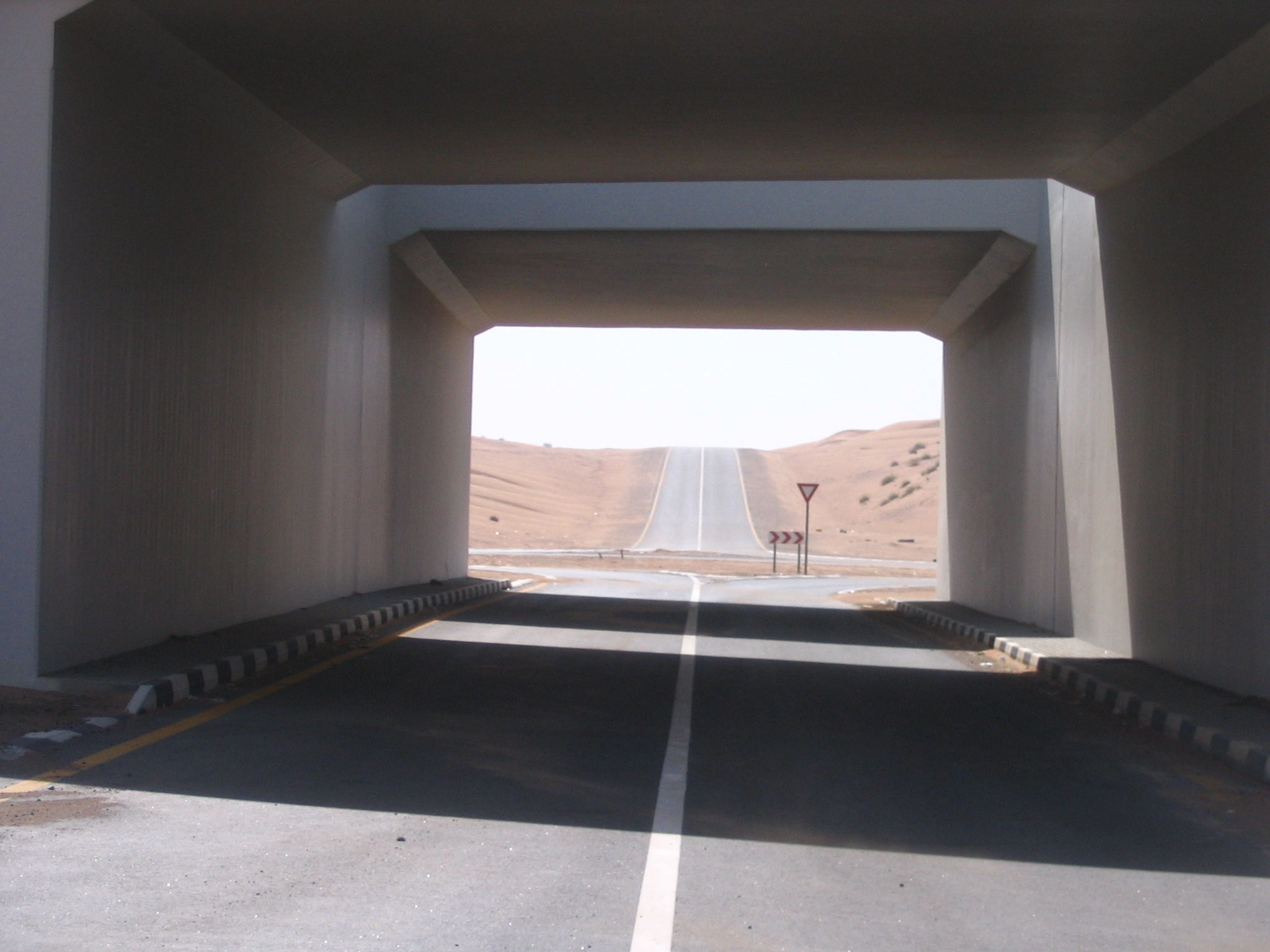
Sottopasso stradale extraurbano negli Emirati Arabi Uniti
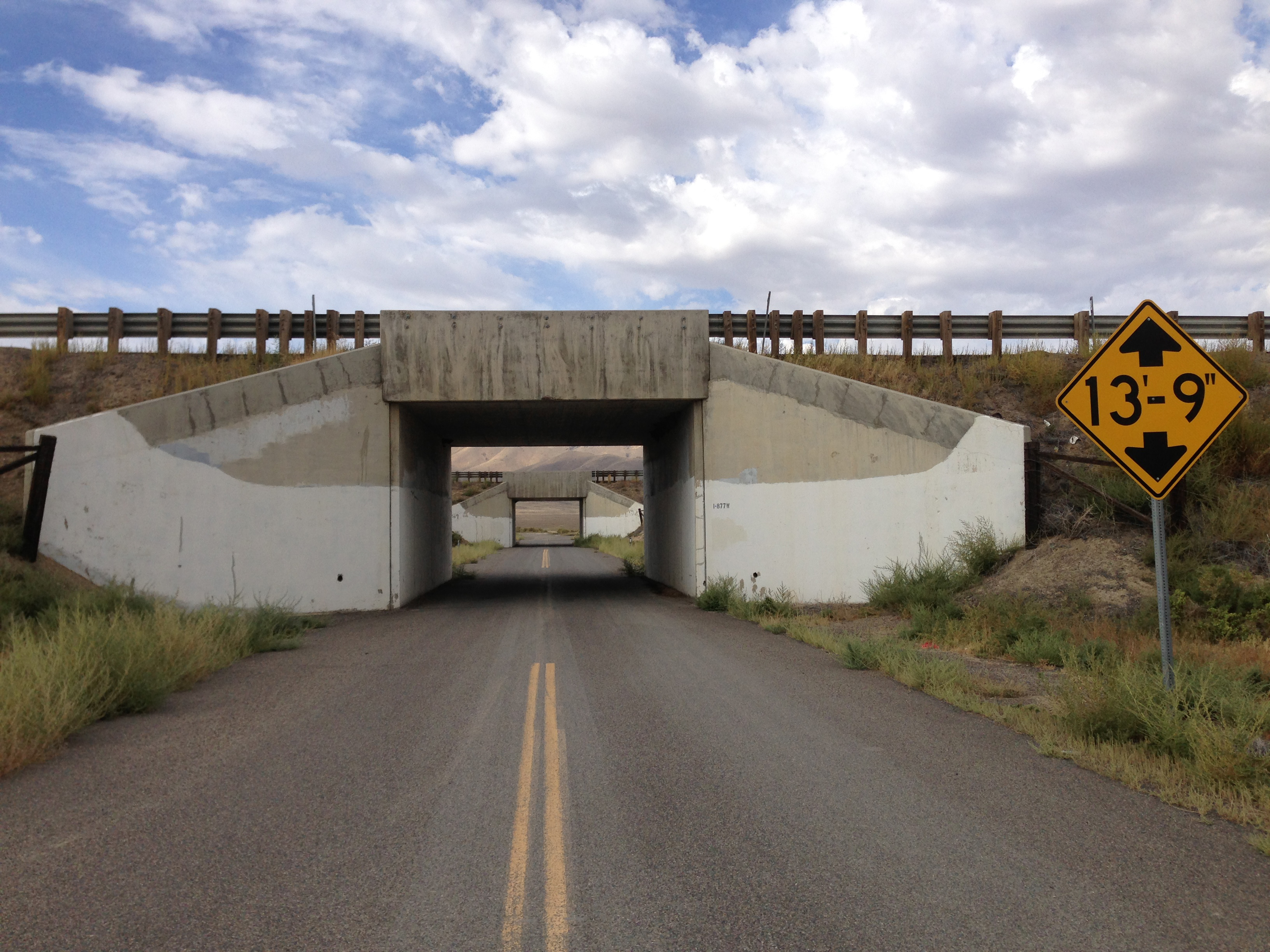
Due sottopassi stradali extraurbani nel Nevada (USA)
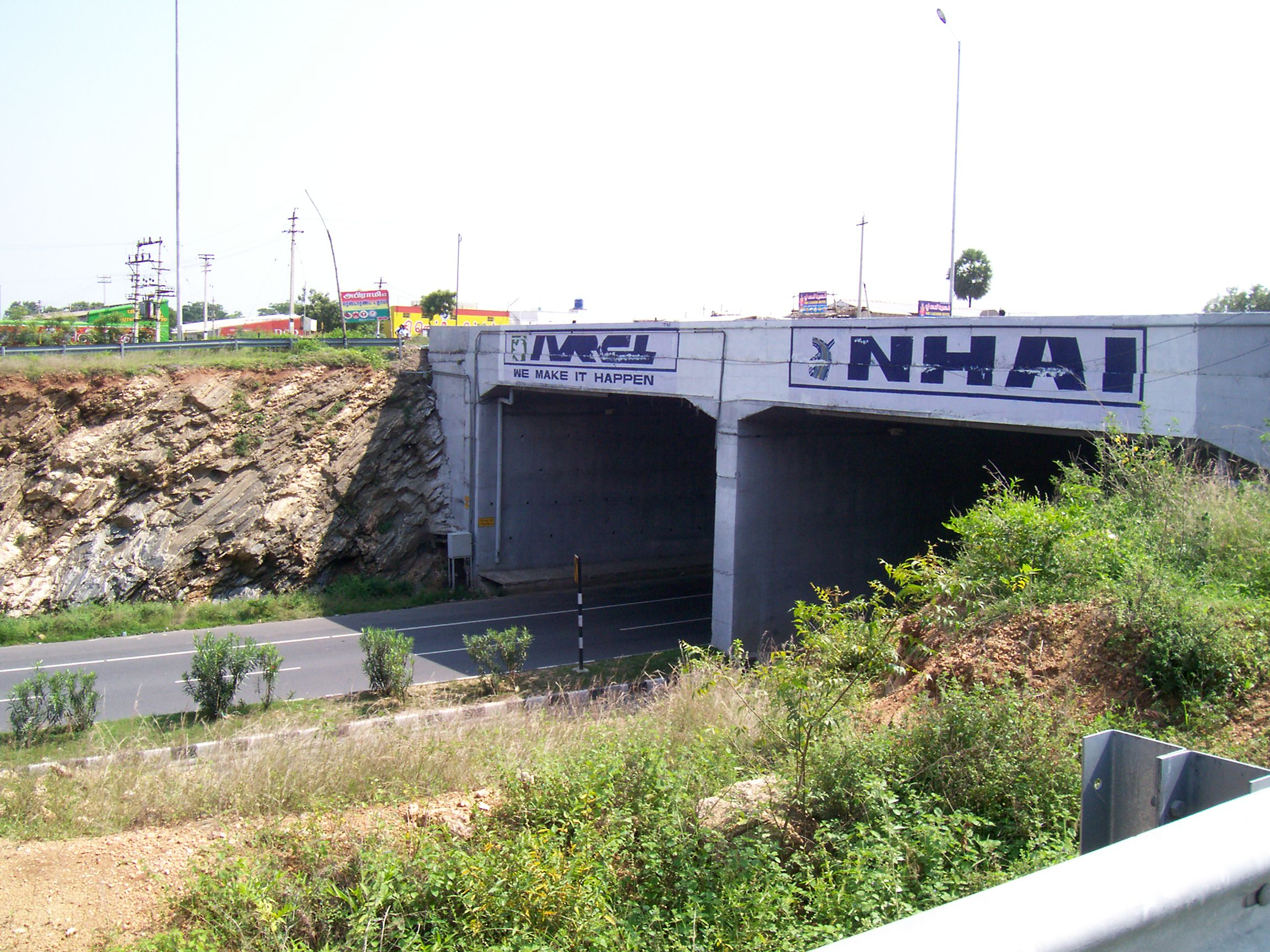
Sottopasso stradale extraurbano in India

### Sottopassi ferroviari e tranviari

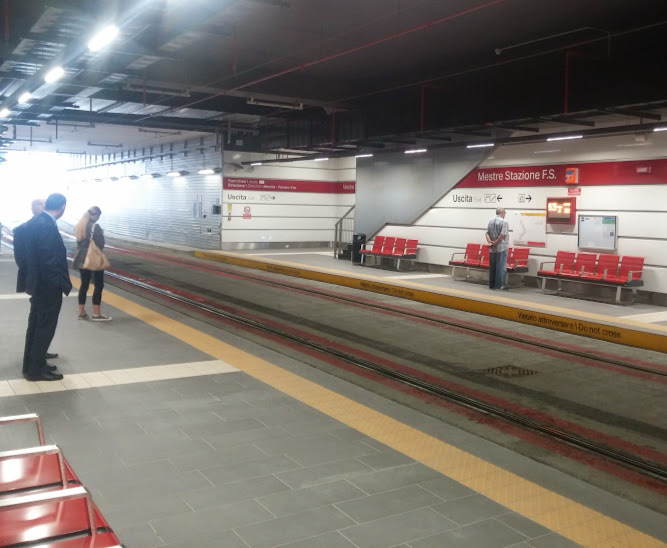
Sottopasso tranviario alla stazione di Mestre
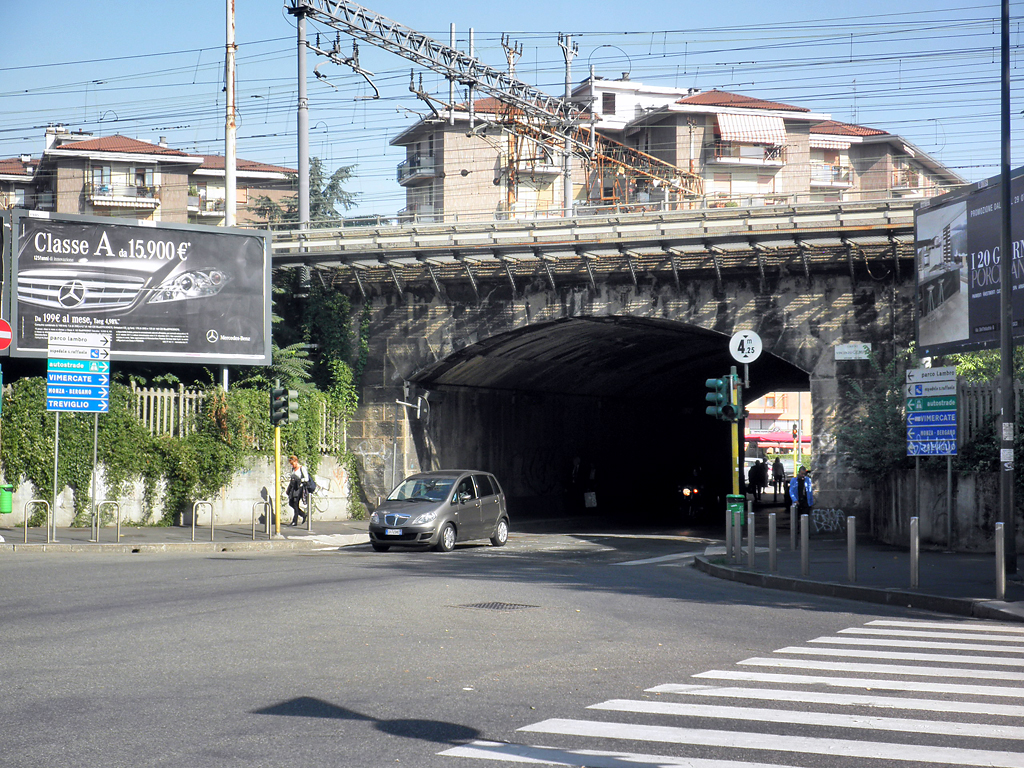
Sottopasso ferroviario urbano a Milano
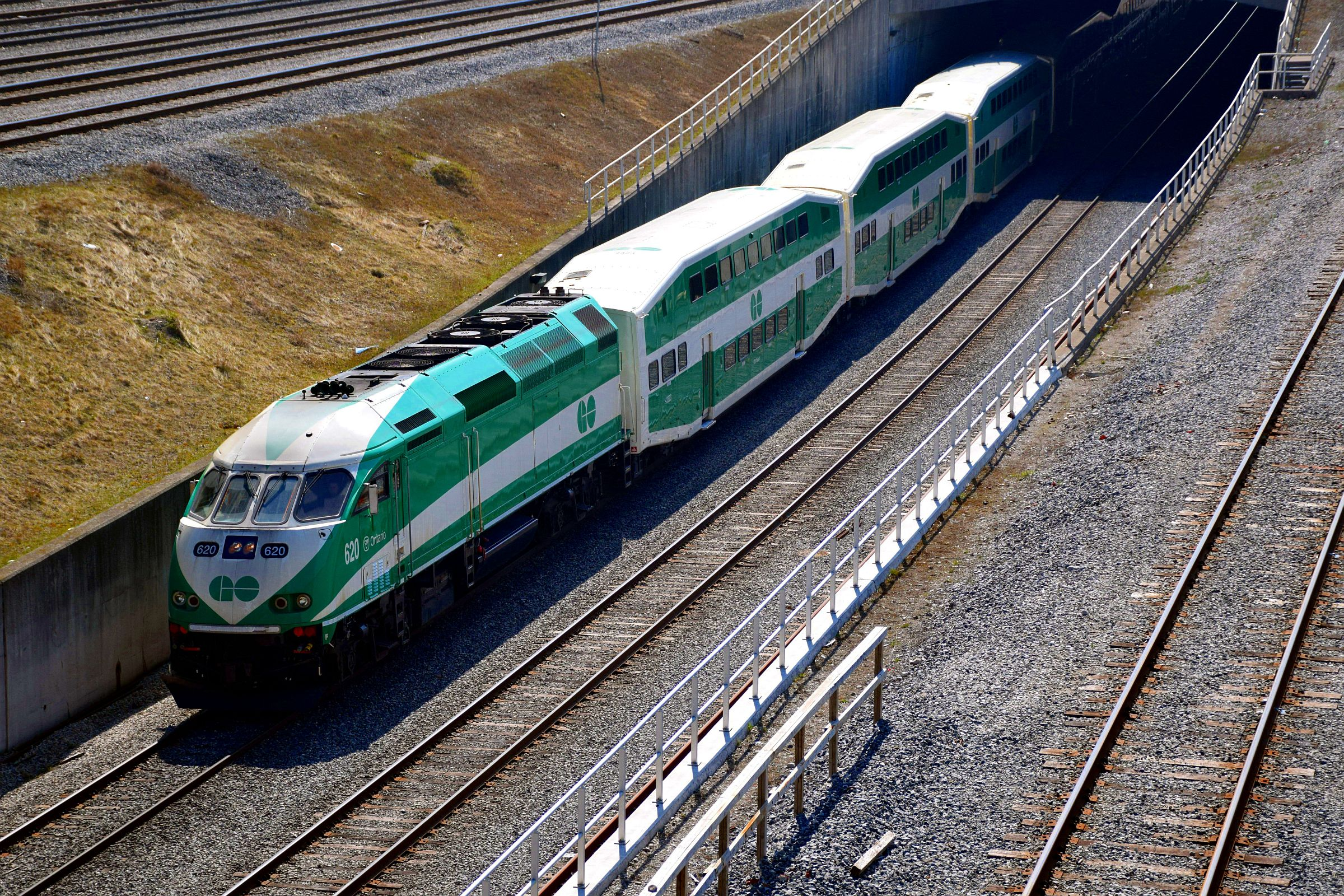
Passaggio di un treno in uscita da un sottopasso ferroviario in Canada

### Sottopassi pedonali

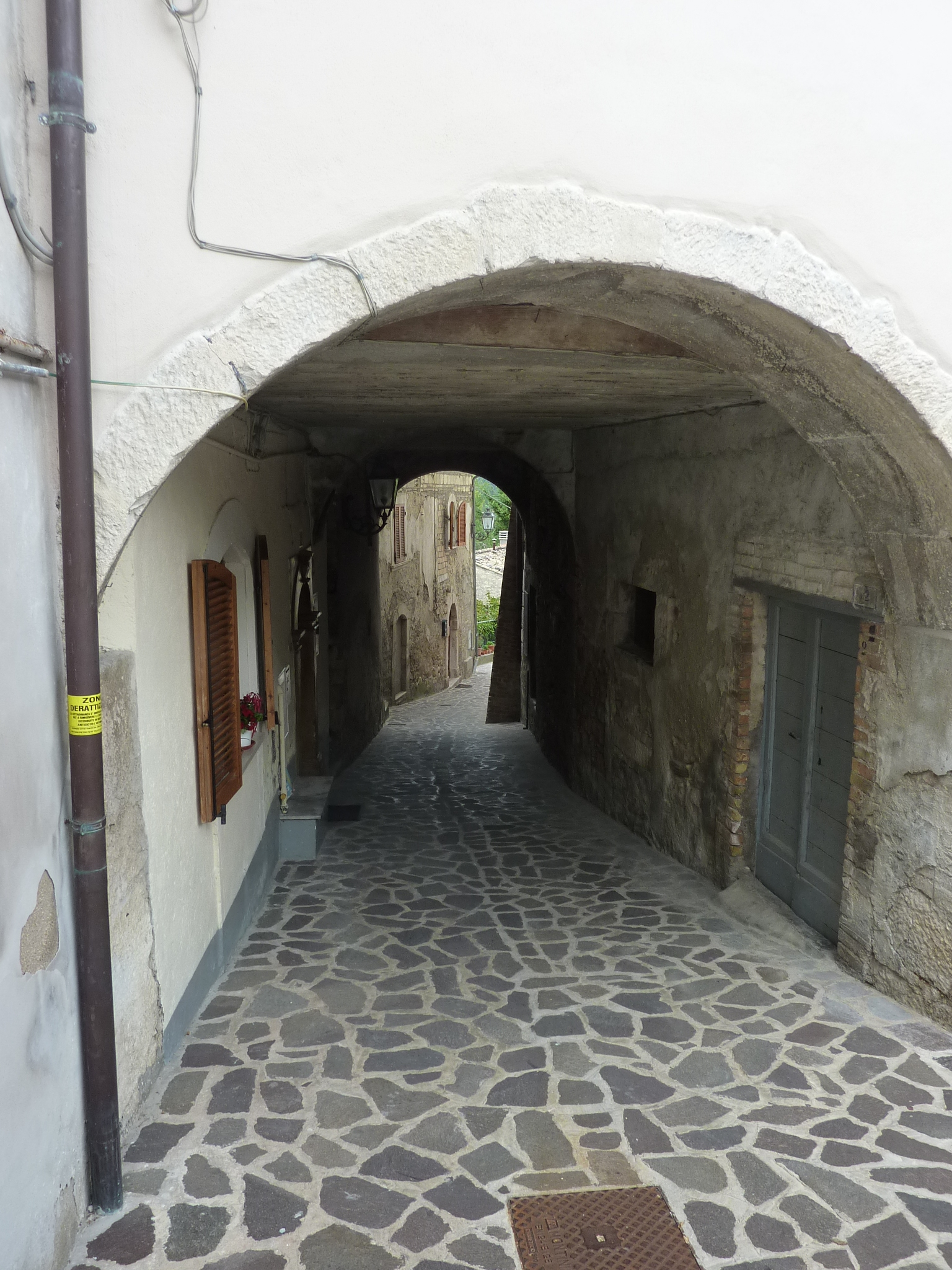
Sottopasso pedonale nel centro di Bolognano, in Abruzzo
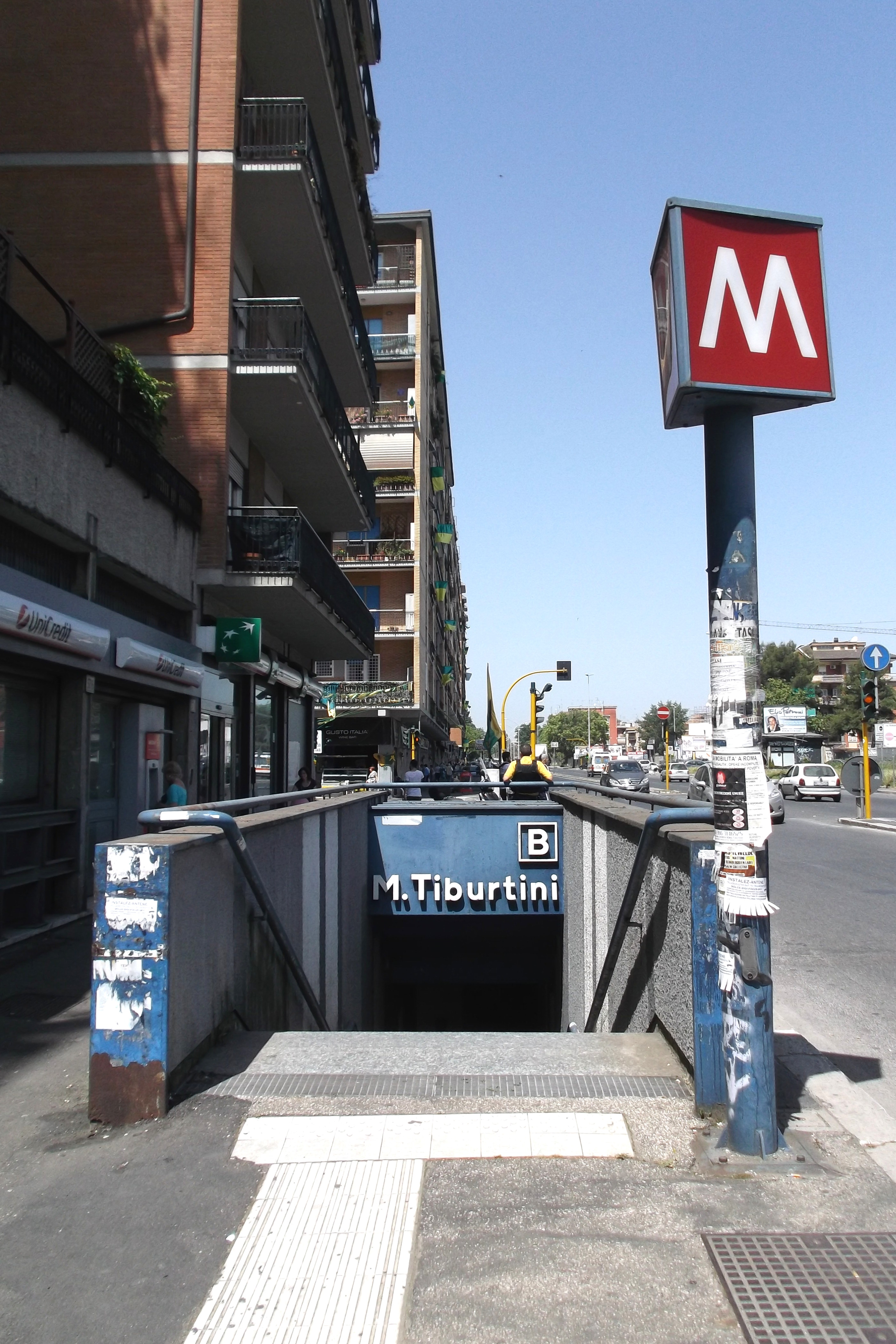
Sottopasso pedonale per l'accesso alla stazione Monti Tiburtini di Roma
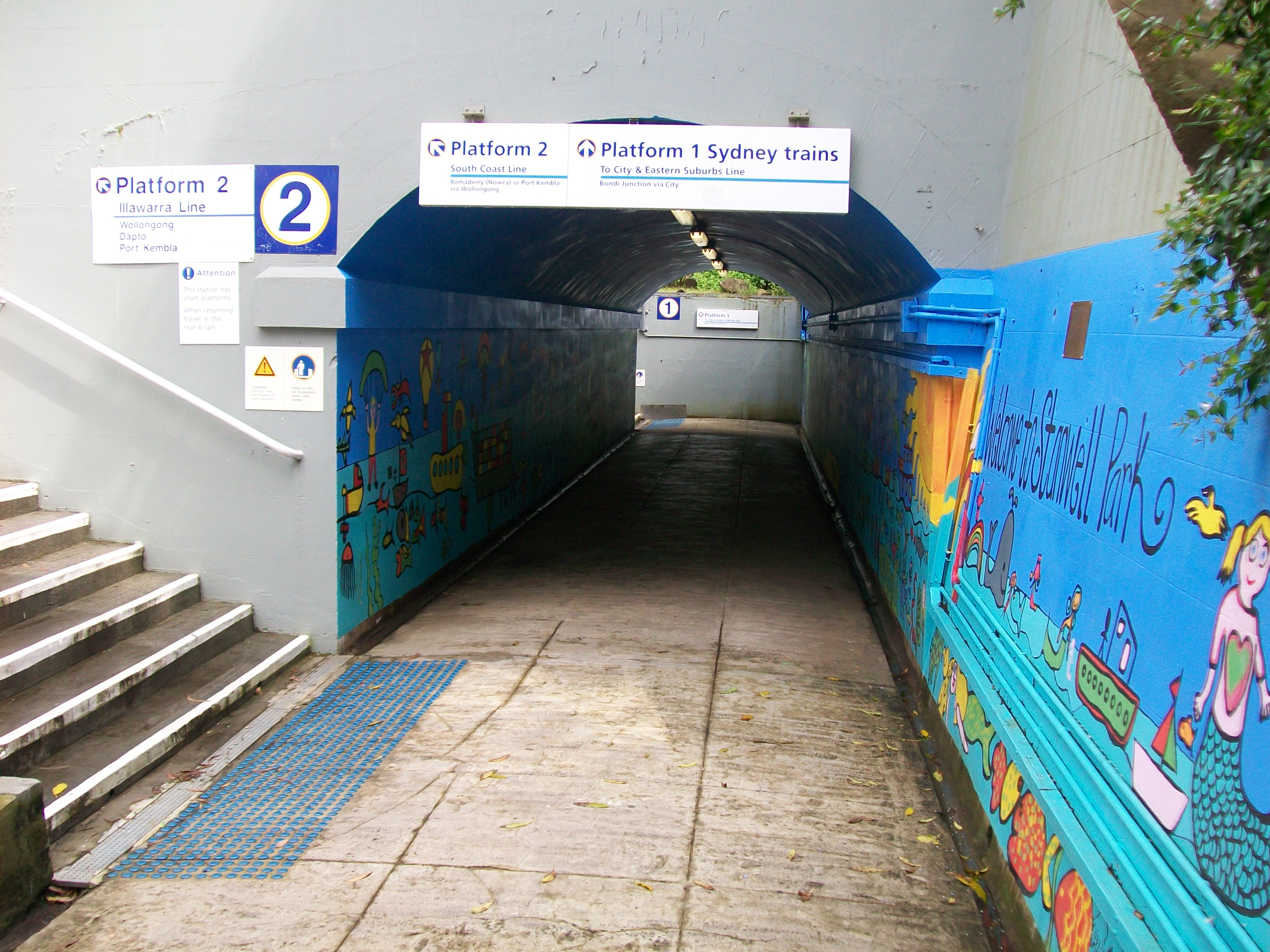
Sottopasso pedonale in una stazione ferroviaria di Sydney

### Sottopassi ciclo - pedonali

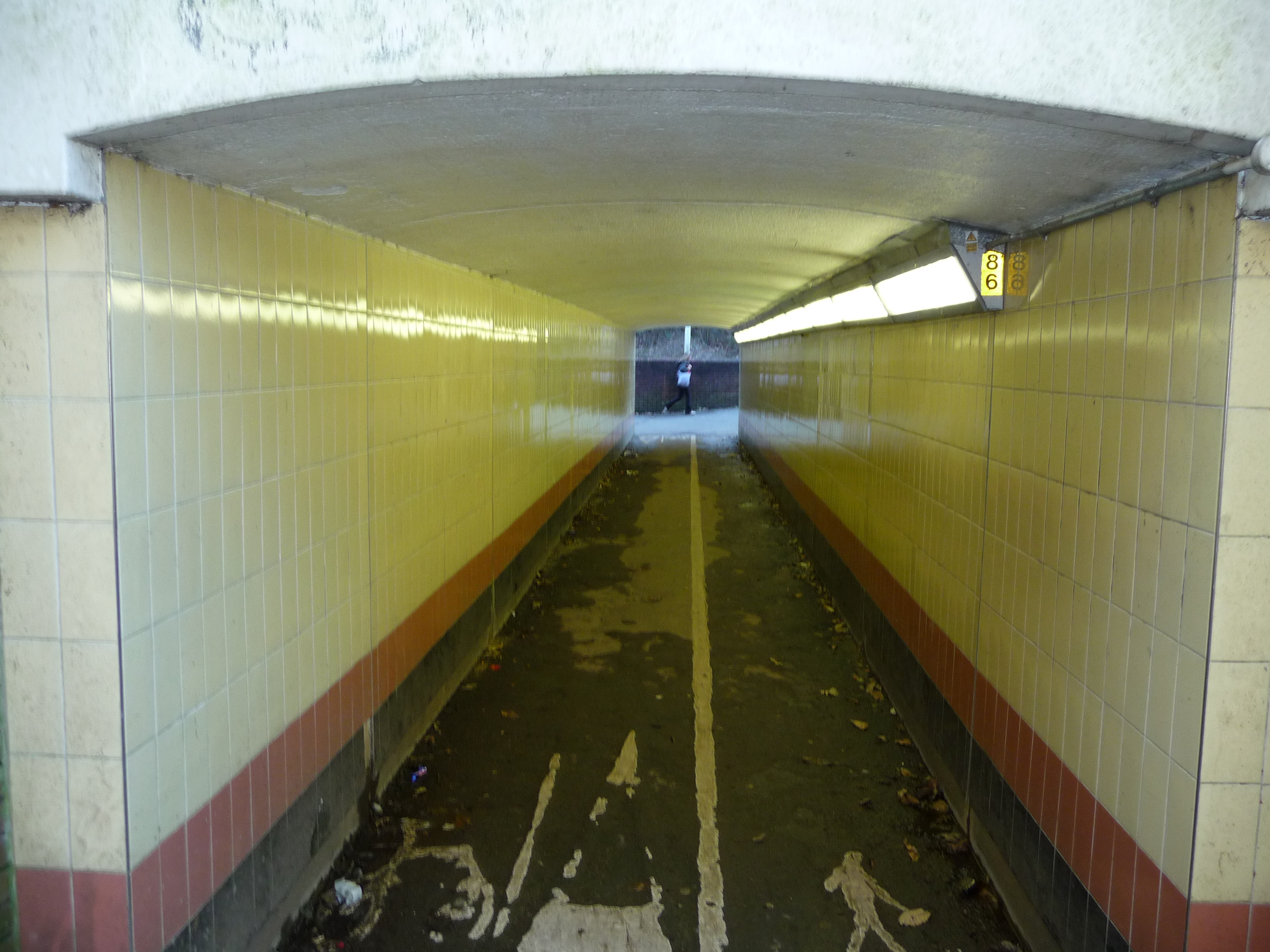
Sottopasso ciclo - pedonale a Poole nel Regno Unito
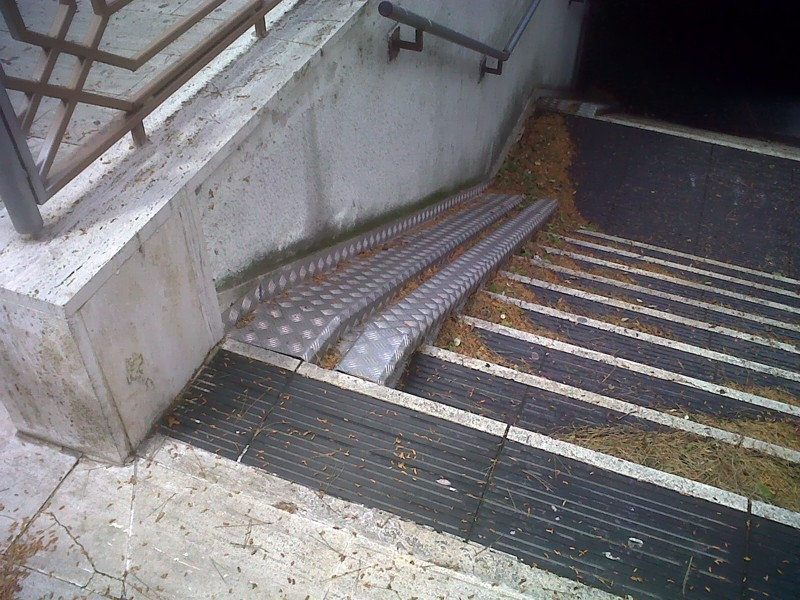
Sottopasso ciclo - pedonale con scale munito di guida per il transito delle biciclette
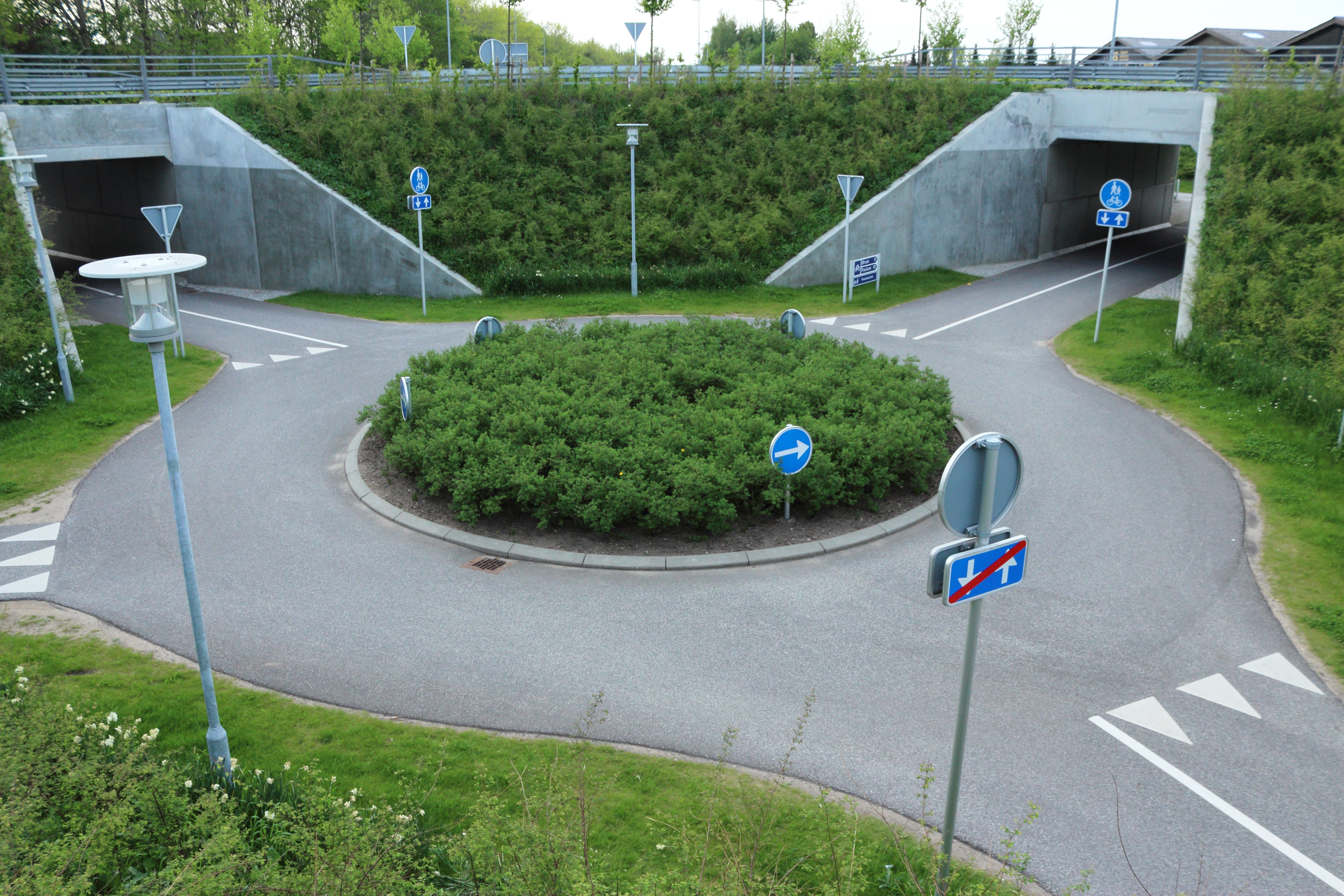
Due sottopassi ciclo - pedonali e rotatoria in Danimarca